# Едмунд Гілберт Бейкер
Едмунд Гілберт Бейкер (англ. Edmund Gilbert Baker, 1864–1949) — британський ботанік та фармацевт.

## Біографія
Едмунд Гілберт Бейкер народився у 1864 році. Він був сином ботаніка Джона Гілберта Бейкера (1834–1920). Бейкер вніс значний внесок у ботаніку, описавши безліч видів рослин. Помер в 1949 році.

## Наукова діяльність
Едмунд Гілберт Бейкер спеціалізувався на папоротеподібних та на насіннєвих рослинах.

## Наукові роботи
- Synopsis of Malveae, 1895.
- Catalogue of the Plants collected by Mr. & Mrs. P.A. Talbot in the Oban district, South Nigeria. London.
- Leguminosae of Tropical Africa, parte 1, [1]—215, ene 1926; parte 2, [i-iii], 216–607, jul 1929; parte 3, [i-iii], 608–693, abr 1930.